# Platyhypnidium pringlei
Platyhypnidium pringlei là một loài rêu trong họ Brachytheciaceae. Loài này được Cardot Broth. mô tả khoa học đầu tiên năm 1925.